# Michael Seidl
Michael Seidl (* 29. September 1767 in Liebeschitz bei Saaz, Böhmen; † 25. Januar 1842 in Prag) war ein Wirtschaftsbeamter, Mathematiker und Direktor der königlich-böhmischen Gesellschaft der Wissenschaften in Prag. 

## Biographie
Michael Seidl war der Sohn des Baumeisters Johann Georg Seidl. Mit 16 Jahren wurde er Gehilfe an der Pfarrschule seines Geburtsortes Liebeschitz, wurde Lehrer, erhielt vom dortigen Kaplan eine Ausbildung in den Gymnasialfächern Musik, Mathematik, Geschichte und Naturgeschichte und wurde Ökonomiebeamter bei Graf Adalbert Czernin von und zu Chudenitz (1746–1816). Dieser förderte seine ökonomische Ausbildung und finanzierte ab 1789 ein zweijähriges Studium an der Technischen Akademie der Universität Prag, wo sich Michael Seidl in Mathematik und Naturwissenschaften weiterbildete. 
Nach dem Studium erhielt er um 1794 durch Graf Czernin in landwirtschaftlicher Praxis als Wirtschaftskontroller auf dessen Grundherrschaften im Pilsner Kreis weitere Erfahrungen. Im Jahre 1797 übernahm Seidl als Burggraf und Oberleiter die dortigen Eisenwerke und 1800 als Wirtschaftsrat die ökonomische Leitung der gesamten gräflichen Besitzungen. Seit dem Tode des Grafen Czernin 1816 erhielt Seidl eine lebenslange Pension und übersiedelte 1817 nach Prag.
Die Bedeutung von Michael Seidl bestand darin, damalige mathematische und naturwissenschaftliche Erkenntnisse mit den Erfordernissen der praktizierten Landwirtschaft zu verbinden. Seit 1804 führte er meteorologische Messungen durch und beschrieb als Schriftsteller die Auswirkungen des Wetters auf Nutztiere und Nutzpflanzen. Als anerkannter Wissenschaftler wurde er 1818 Mitglied der Ökonomisch-patriotischen Gesellschaft in Böhmen, 1832 ordentliches Mitglied der Königlich böhmischen Gesellschaft der Wissenschaften, 1837 deren Kassier und 1839 deren Direktor und war Mitglied der Landwirtschafts-Gesellschaft von Wien, Tirol, Vorarlberg und der Steiermark. Er verstarb 1842 in Prag.